# Toyama Maru (navio)
Toyama Maru (富山) foi um navio a vapor japonês, utilizado para transporte de tropas do  Exército imperial durante a Segunda Guerra Mundial, afundado em 29 de junho de 1944 pelo submarino americano USS Sturgeon, causando a morte de 5 400 soldados japoneses.

## O Navio
Construído entre 1913 e 1915, nos estaleiros da Mitsubishi Dockyard & Engineering Works, em Nagasáqui, sob encomenda da Nippon Yusen Kaisha, K. K., de Tóquio, possuía 135,6 metros de comprimento, 17,7 metros de largura, calado de 10,4 metros e uma tonelagem de 7.386 GRT de deslocamento.

## Serviço
Foi requisitado pelo Exército imperial em janeiro de 1941,e, em dezembro daquele ano, transportou soldados que participaram da  invasão das Filipinas.
Nos anos seguintes, transportou milhares de soldados pelo Sudeste Asiático, principalmente entre  Takao, Rabaul, Palau, Manila e  Okinawa, sem ser importunado por qualquer tipo de ação inimiga.
Em agosto de 1943, por conta de uma  fusão, sua propriedade passou a ser da Taiyo Kogyo, K. K., também de Tóquio.

## O afundamento
Em 29 de junho de 1944, o navio transportava mais de 6 000 soldados japoneses da 44ª Brigada Mista Independente de Kyushu para Okinawa, quando foi torpedeado e afundado pelo submarino USS  Sturgeon (comandado pelo Tenente C.L.Murphy), na região das Ilhas de Nansei Shoto, na posição 27° 47' N 129° 5' E.
Com o impacto dos torpedos, milhares de tambores de gasolina explodiram transformando o navio em um inferno de fogo.
Houve apenas cerca de 600 sobreviventes, tornando o naufrágio do Toyama Maru uma das piores catástrofes marítimas da história, com 5.400 vítimas.
O local do naufrágio foi designado como  túmulo de guerra pelo governo japonês.